# Ixora beddomei
Ixora beddomei är en måreväxtart som beskrevs av T.Husain och S.R.Paul. Ixora beddomei ingår i släktet Ixora och familjen måreväxter. Inga underarter finns listade i Catalogue of Life.